# Kiss Me Once Live at the SSE Hydro
A Kiss Me Once Live at the SSE Hydro az ausztrál énekesnő, Kylie Minogue hetedik koncertalbuma és DVD-je, mely 2014. november 12-én lett rögzítve a Kiss Me Once Tour során és 2015. március 23-án lett kiadva.

## Háttér és kiadás
A koncert az SSE Hydroban Glasgow-ban, Skóciában lett rögzítve és a rendező William Baker volt. A legtöbb formátumban ki lett adva, köztük CD-n, DVD-n és Blu-ray-en is. A „Timebomb” nem lett leadva a koncert ITV-n bemutatott verzióján, viszont Minogue hivatalos YouTube csatornájára feltöltötték, ezzel is ízelítőt adva 2015. március 4-én a Blu-ray/CD és DVD/CD kiadványokhoz. A „Tears on My Pillow” elő lett adva Glasgow-ban és ki is lett adva DVD-n és Blu-ray-en, de a CD-re nem került fel. A videó hivatalos borítóképén Minogue a „Les Sex” előadása közben látható, amint egy gigantikus ajak formájú kanapén énekel. A DVD-n és Blu-ray-en helyet kapott a „Sleepwalker” rövidfilm, mely minden koncert előtt le lett vetítve, mielőtt elkezdődött volna a műsor. Szintén szerepelnek ezeken a kiadványokon az „In My Arms”, a „Skirt”, a „Chasing Ghosts”, a „Sexercize” és a „Can’t Get You Out of My Head” során a kivetítőn bemutatott videók.

## Számlista
| 1.  | Breathe (Intro)              | 2:38 |
| 2.  | Les Sex                      | 4:39 |
| 3.  | In My Arms                   | 4:39 |
| 4.  | Timebomb                     | 3:56 |
| 5.  | Wow                          | 4:01 |
| 6.  | Step Back in Time            | 6:49 |
| 7.  | Spinning Around              | 3:15 |
| 8.  | Your Disco Needs You         | 5:35 |
| 9.  | On a Night Like This         | 3:40 |
| 10. | Slow                         | 3:38 |
| 11. | Enjoy Yourself (Intro)       | 5:14 |
| 12. | Hand on Your Heart           | 4:54 |
| 13. | Never Too Late               | 6:01 |
| 14. | Got to Be Certain            | 2:38 |
| 15. | I Should Be So Lucky         | 3:35 |
| 16. | Skirt (Intro)                | 4:41 |
| 17. | Need You Tonight             | 3:43 |
| 18. | Sexercize                    | 5:09 |
| 19. | Can’t Get You Out of My Head | 4:37 |
| 20. | Kids                         | 4:14 |
| 21. | Beautiful                    | 3:17 |
| 22. | Kiss Me Once                 | 7:18 |
| 23. | Get Outta My Way             | 3:20 |
| 24. | Love at First Sight          | 4:03 |
| 25. | Tears on My Pillow           | 1:52 |
| 26. | The Loco-Motion              | 4:14 |
| 27. | All the Lovers               | 4:14 |
| 28. | Into the Blue                | 5:30 |

| 1.  | Breathe (Intro)        | 3:02 |
| 2.  | Les Sex                | 2:19 |
| 3.  | In My Arms             | 3:35 |
| 4.  | Timebomb               | 4:08 |
| 5.  | Wow                    | 3:13 |
| 6.  | Step Back in Time      | 4:46 |
| 7.  | Spinning Around        | 3:23 |
| 8.  | Your Disco Needs You   | 4:52 |
| 9.  | On a Night Like This   | 3:33 |
| 10. | Slow                   | 4:10 |
| 11. | Enjoy Yourself (Intro) | 0:54 |
| 12. | Hand on Your Heart     | 2:42 |
| 13. | Never Too Late         | 1:51 |
| 14. | Got to Be Certain      | 1:52 |
| 15. | I Should Be So Lucky   | 2:50 |

| 1.  | Need You Tonight             | 4:06 |
| 2.  | Sexercize                    | 3:46 |
| 3.  | Nu-di-ty (Segue)             | 0:55 |
| 4.  | Can’t Get You Out of My Head | 6:05 |
| 5.  | Kids                         | 4:57 |
| 6.  | Beautiful                    | 5:32 |
| 7.  | Kiss Me Once                 | 3:54 |
| 8.  | Get Outta My Way             | 6:25 |
| 9.  | Love at First Sight          | 4:54 |
| 10. | The Loco-Motion              | 4:17 |
| 11. | All the Lovers               | 4:01 |
| 12. | Into the Blue                | 6:34 |

## Helyezések

### Albumlistás helyezések
| Albumlista (2015)                          | Legjobb helyezés |
| ------------------------------------------ | ---------------- |
| Ausztrália (ARIA Charts)                   | 97               |
| Belgia (Ultratop Flandria)                 | 57               |
| Belgia (Ultratop Vallónia)                 | 46               |
| Csehország (ČNS IFPI)                      | 12               |
| Irország (IRMA)                            | 30               |
| Magyarország (Mahasz)                      | 3                |
| Németalföld (Dutch Charts)                 | 28               |
| Németország (Media Control Charts)         | 51               |
| Egyesült Királyság (OCC)                   | 26               |
| Egyesült Államok (Dance/Electronic Albums) | 21               |

### DVD-listás helyezések
| DVD-lista (2015)               | Legjobb helyezés |
| ------------------------------ | ---------------- |
| Ausztrália (ARIA Charts)       | 1                |
| Franciaország (SNEP)           | 2                |
| Japán (Oricon)                 | 133              |
| Olaszország (FIMI)             | 4                |
| Svédország (Sverigetopplistan) | 7                |

## Fordítás
- Ez a szócikk részben vagy egészben  a   Kiss Me Once Live at the SSE Hydro című angol Wikipédia-szócikk ezen változatának fordításán alapul.  Az eredeti cikk szerkesztőit annak laptörténete sorolja fel. Ez a jelzés csupán a megfogalmazás eredetét és a szerzői jogokat jelzi, nem szolgál a cikkben szereplő információk forrásmegjelöléseként.